# Карл II (сеньор Монако)
Карл II (фр. Charles II, 1555 — 17 мая 1589) — сеньор Монако в 1581—1589 годах. Старший сын Оноре I и его жены Изабеллы Гримальди.

## Правление
Наследовал титул после смерти своего отца Оноре 7 октября 1581 года. Его правление было нестабильным, поскольку Монако в то время было под спорной сферой влияния Испании и Франции.
Вскоре после его прихода к власти, столица Монако подверглась осаде 500 французов и корсиканцев, которые попытались осадить крепость Гримальди, и именно по этому случаю произошло одно из самых знаменитых событий в Монако. Легенда гласит, что Святая Девота появилась на крепостных стенах и стала изгонять корсиканцев. Корсиканцы были поражены этим видением и вскоре после этого отступили, после чего французы были разгромлены.
Карла помнят за то, что он был первым сеньором Монако, который отказал герцогу Савойскому во владении городами Ментон и Роккабруна. В 1583 он получил признание населения за укрепление этих двух городов.
Не был женат и не оставил потомства, после его смерти титул сеньора Монако наследовал его брат Эркюль.